# Giuseppe Adami
Giuseppe Adami (4. listopadu 1878 Verona - 12. října 1946 Milán) byl italský dramatik a libretista, který spolupracoval s Puccinim na operách La rondine (1917), Il Tabarro (1918) a Turandot (1926).

## Život
Na univerzitě v Padově dokončil studia práv, ale pracoval jako spisovatel, dramatik a hudební kritik. Po Pucciniho smrti publikoval sbírku jeho korespondence v knize Epistolario (1928). Napsal také jednu z prvních Pucciniho biografií Giacomo Puccini (1935) a roku 1942 další, Il romanzo della vita di Giacomo Puccini.
Psal také libreta pro jiné skladatele. Například Riccarda Zandonai (La via della finestra (1919)) a Franca Vittadiniho (Anima allegra (1921), Nazareth (1925)). Byl hudebním kritikem milánského La sera a revue La comedia mezi lety 1931 a 1934.